# Petrés (kommunhuvudort)
Petrés är en kommunhuvudort i Spanien.   Den ligger i provinsen Província de València och regionen Valencia, i den östra delen av landet, 300 km öster om huvudstaden Madrid. Petrés ligger 75 meter över havet och antalet invånare är 867.
Terrängen runt Petrés är platt åt nordost, men åt sydväst är den kuperad. Terrängen runt Petrés sluttar österut. Runt Petrés är det tätbefolkat, med 411 invånare per kvadratkilometer. Närmaste större samhälle är Sagunto, 2,8 km öster om Petrés. Trakten runt Petrés består till största delen av jordbruksmark.